# Uña de Plummer
La uña de Plummer es un signo clínico en el cual hay onicólisis o separación de la uña del lecho ungueal, afectando particularmente los dedos anular y meñique. Ocurre en pacientes con tirotoxicosis. Alrededor del 5 % de los pacientes hipertiroideos muestran cambios anormales en las uñas. La uña de Plummer también está asociada con psoriasis, lesiones traumáticas y dermatitis alérgica de contacto.
Lleva el nombre de Henry Stanley Plummer.